# تيكوميلا
شجرة تيكوميلا أوندولاتا هي نوع من الأشجار ، ومعروفة محليًا باسم الروهيدا أو رهجا توجد في عُمان، ومن جنوب غرب إيران إلى شمال غرب الهند.
النوع الوحيد في جنس Tecomella أحادي الطراز. ومتوسطة الحجم تنتج أخشابًا عالية الجودة وتعتبر المصدر الرئيسي للأخشاب في المناطق الصحراوية في شيخواتي ومارور في راجستان. الاسم التجاري لها هو خشب الساج الصحراوي أو خشب الساج المروار.

## معرض الصور

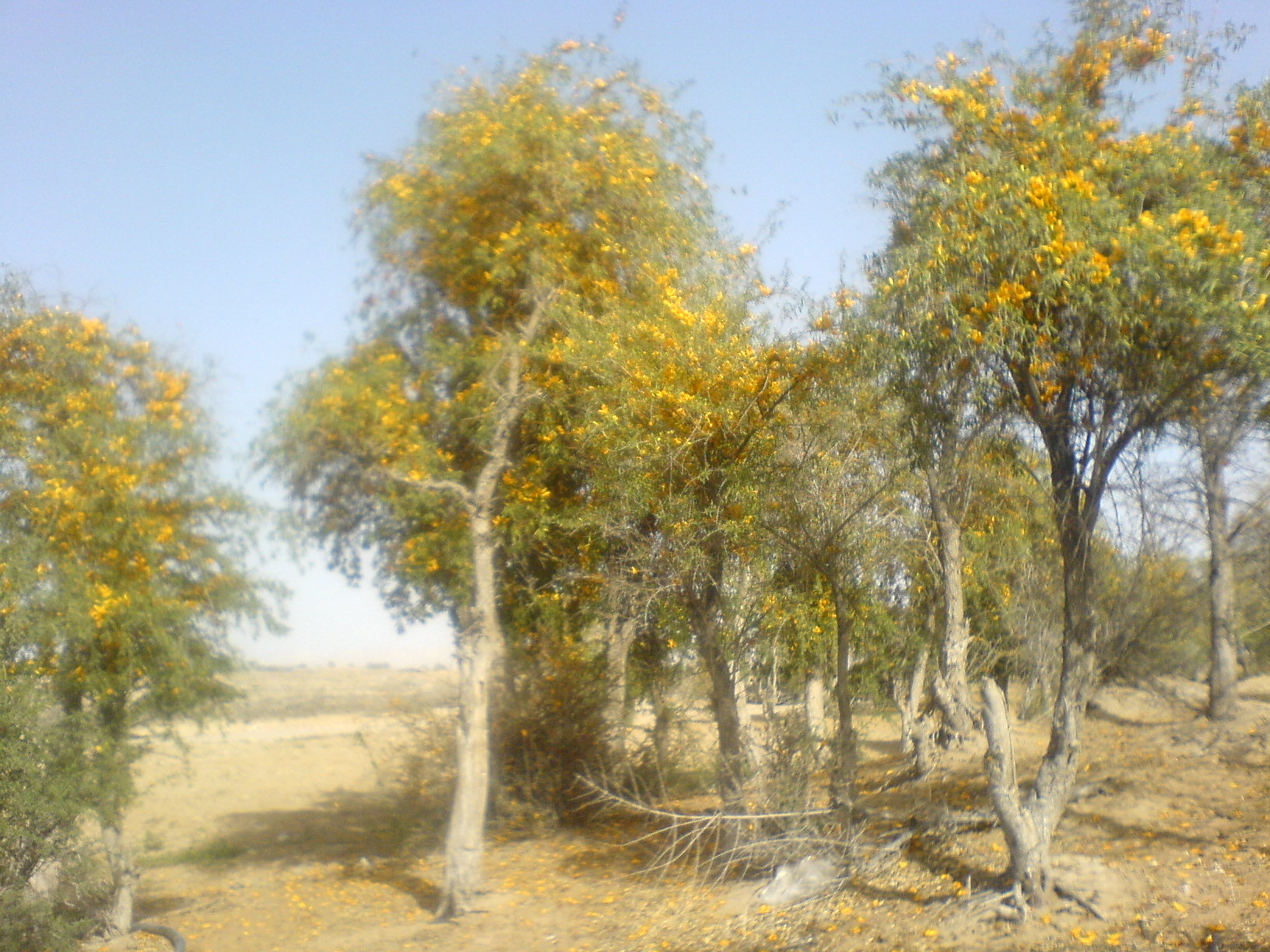
مجموعة من الأشجار في محافظة بوشهر، إيران

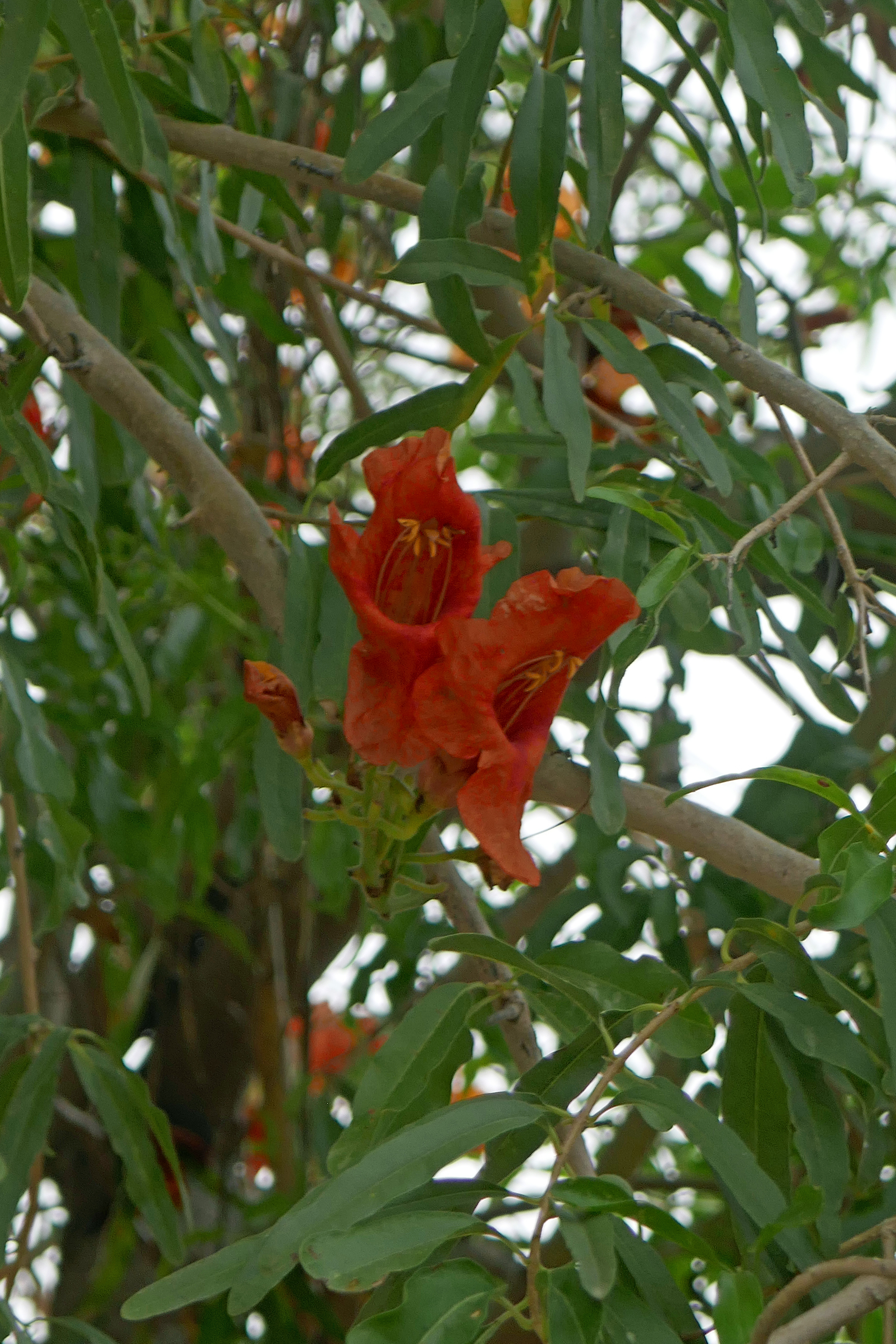
الزهور والأوراق في صحراء ثار، راجستان

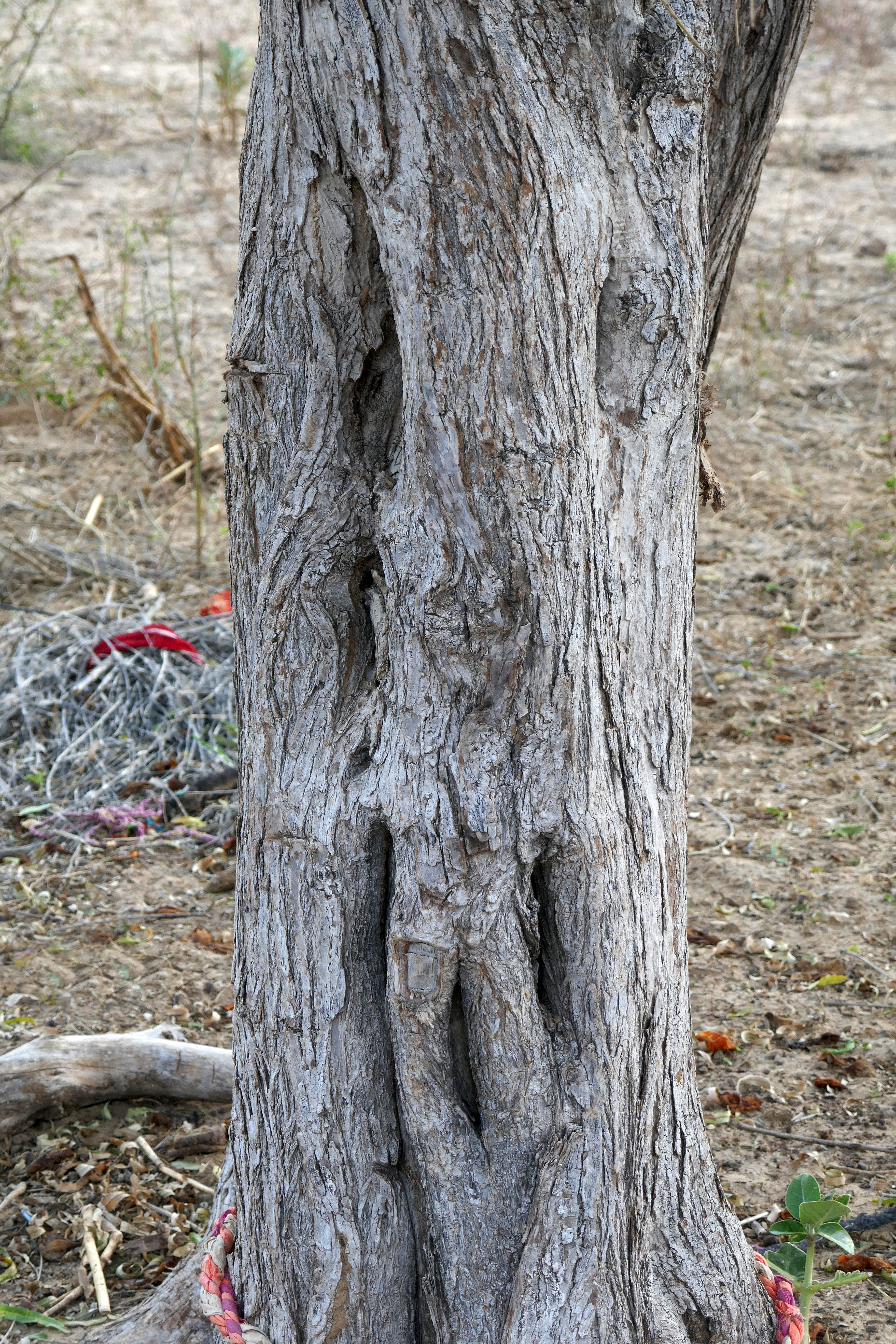
جذع في صحراء ثار، راجستان

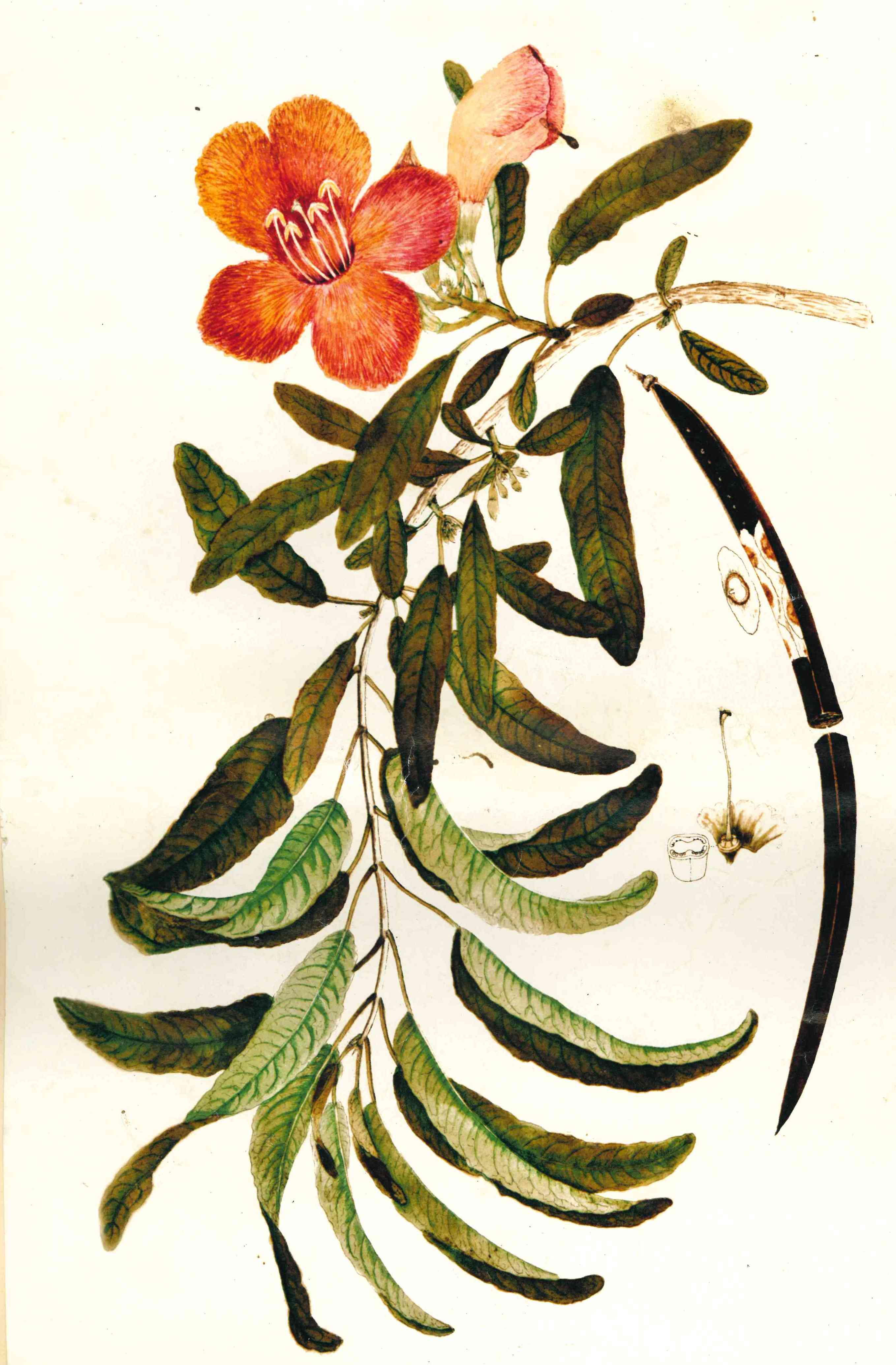
رسم نباتي لنبات تيكوميلا

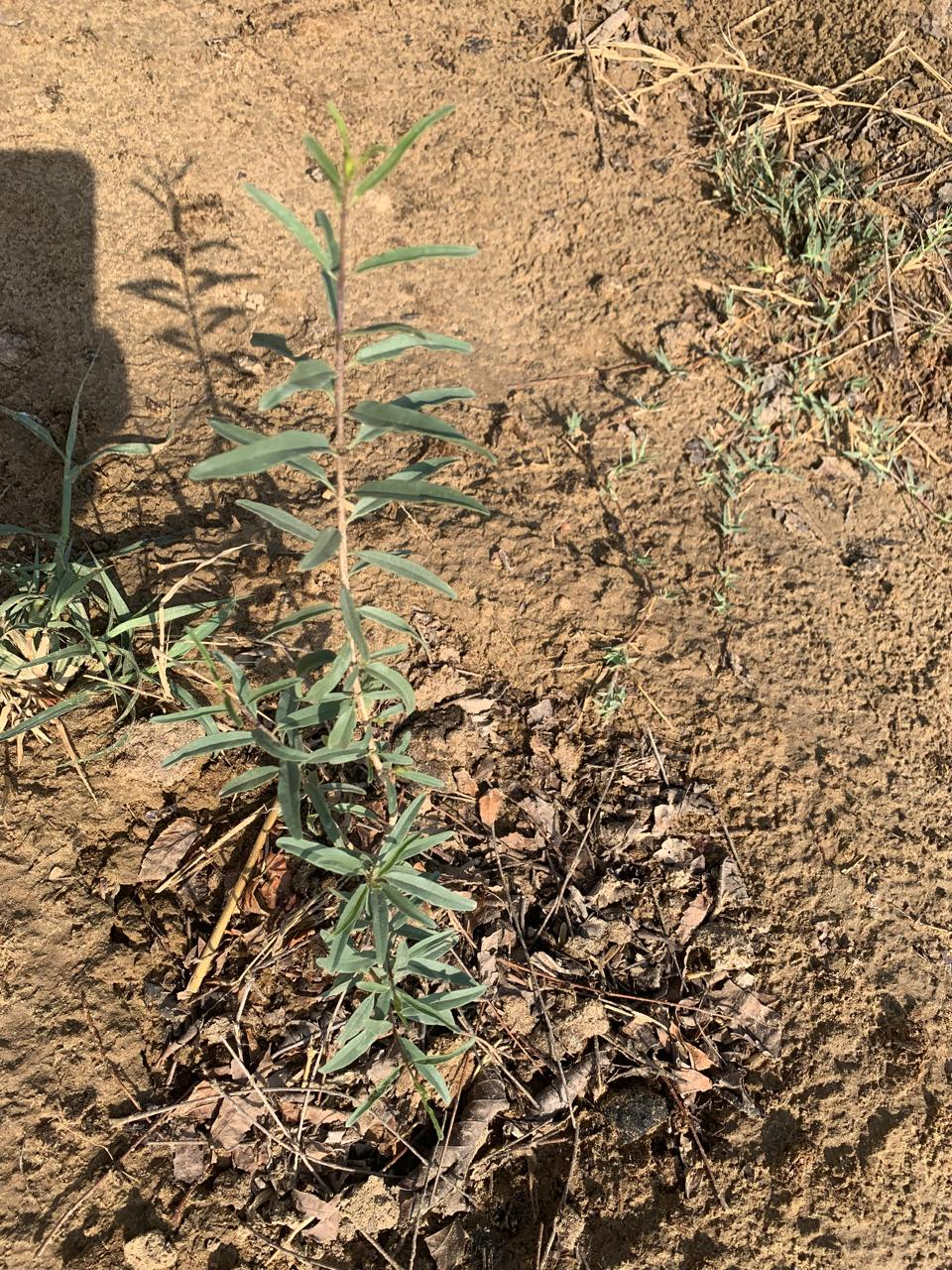
شتلة عمرها عام واحد في البنجاب، الهند